# Murataïta-(Y)
La murataïta-(Y) és un mineral de la classe dels òxids. Rep el seu nom en honor de Kiguma Jack Murata (1909-2001), geoquímic del Servei Geològic dels Estats Units.

## Característiques
La murataïta-(Y) és un òxid de fórmula química (Y‚Na)₆Zn(Zn‚Fe³⁺)₄(Ti‚Nb‚Na)₁₂O₂₉(O‚F‚OH)₁₀F₄. Cristal·litza en el sistema isomètric. La seva duresa a l'escala de Mohs és de 6 a 6,5.
Segons la classificació de Nickel-Strunz, la murataïta-(Y) pertany a «04.DF: Òxids amb proporció metall:oxigen = 1:2 i similars, amb cations grans (+- mida mitja); dímers i trímers que comparteixen costats d'octàedres» juntament amb els següents minerals: esquinita-(Ce), esquinita-(Nd), esquinita-(Y), nioboesquinita-(Ce), nioboesquinita-(Nd), nioboesquinita-(Y), rynersonita, tantalesquinita-(Y), vigezzita i changbaiïta.

## Jaciments
La murataïta-(Y) va ser descoberta a St Peters Dome, Cheyenne (Colorado, Estats Units). També ha estat trobada al riu Maigunda, a Buriàtia (Rússia), i al plutó Raydan, situat a la província de Tabuk (Aràbia Saudita).